# Swisher County
Das Swisher County ist ein County im Bundesstaat Texas der Vereinigten Staaten. Das U.S. Census Bureau hat bei der Volkszählung 2020 eine Einwohnerzahl von 6.971 ermittelt. Der Verwaltungssitz (County Seat) ist Tulia. Das County gehört zu den Dry Countys, was bedeutet, dass der Verkauf von Alkohol eingeschränkt oder verboten ist.

## Geographie
Das County liegt im Nordwesten von Texas, im Texas Panhandle, ist im Westen etwa 80 km von New Mexico, im Norden etwa 150 km und im Osten etwa 120 km von Oklahoma entfernt. Es hat eine Fläche von 2333 Quadratkilometern, wovon 1 Quadratkilometer Wasserfläche ist. Es grenzt im Uhrzeigersinn an folgende Countys: Randall County, Armstrong County, Briscoe County, Floyd County, Hale County und Castro County.

## Geschichte
Swisher County wurde 1876 aus Teilen des Bexar County und Young County gebildet. Benannt wurde es nach James Gibson Swisher, einem Soldaten der texanischen Revolution.

## Demografische Daten

Alterspyramide des Swisher County

Nach der Volkszählung im Jahr 2000 lebten im Swisher County 8.378 Menschen in 2.925 Haushalten und 2.152 Familien. Die Bevölkerungsdichte betrug 4 Einwohner pro Quadratkilometer. Ethnisch betrachtet setzte sich die Bevölkerung zusammen aus 71,75 Prozent Weißen, 5,85 Prozent Afroamerikanern, 0,54 Prozent amerikanischen Ureinwohnern, 0,16 Prozent Asiaten, 0,02 Prozent Bewohnern aus dem pazifischen Inselraum und 19,41 Prozent aus anderen ethnischen Gruppen; 2,28 Prozent stammten von zwei oder mehr Ethnien ab. 35,22 Prozent der Einwohner waren spanischer oder lateinamerikanischer Abstammung.
Von den 2.925 Haushalten hatten 35,7 Prozent Kinder oder Jugendliche, die mit ihnen zusammen lebten. 60,2 Prozent waren verheiratete, zusammenlebende Paare 9,5 Prozent waren allein erziehende Mütter und 26,4 Prozent waren keine Familien. 24,1 Prozent waren Singlehaushalte und in 13,8 Prozent lebten Menschen im Alter von 65 Jahren oder darüber. Die durchschnittliche Haushaltsgröße betrug 2,65 und die durchschnittliche Familiengröße betrug 3,15 Personen.
27,9 Prozent der Bevölkerung war unter 18 Jahre alt, 10,3 Prozent zwischen 18 und 24, 25,5 Prozent zwischen 25 und 44, 20,4 Prozent zwischen 45 und 64 und 15,9 Prozent waren 65 Jahre alt oder älter. Das Durchschnittsalter betrug 35 Jahre. Auf 100 weibliche Personen kamen 109,2 männliche Personen und auf 100 Frauen im Alter von 18 Jahren oder darüber kamen 111,3 Männer.
Das jährliche Durchschnittseinkommen eines Haushalts betrug 29.846 USD, das Durchschnittseinkommen einer Familie betrug 34.444 USD. Männer hatten ein Durchschnittseinkommen von 25.164 USD, Frauen 20.448 USD. Das Prokopfeinkommen betrug 14.326 USD. 14,2 Prozent der Familien und 17,4 Prozent der Einwohner lebten unterhalb der Armutsgrenze.

## Städte und Gemeinden
- Happy
- Kress
- Tulia
- Vigo Park